# 黒竜江省 (満洲国)
黒竜江省（こくりゅうこう-しょう）は満洲国にかつて存在した省。

## 歴史
1932年（民国元年）1月1日、満洲地区を占領した関東軍参謀の板垣征四郎の支援を受けた張景恵は黒竜江省の独立を宣言し自ら省長に就任、省政府を竜江県に設置した。1932年（大同元年）3月9日、満洲国政府は『省公署官制』に依拠し黒竜江省政府を黒竜江省公署に改変、馬占山を省長に任命している。同年6月27日に扎賚特旗、郭爾羅斯後旗、杜爾伯特旗、伊克明安旗、東布特哈八旗、斉斉哈爾八旗、墨爾根八旗が移管されている。同年12月臚浜、室韋、奇乾、呼倫県が興安北分省に移管された。
1934年（康徳元年）12月1日、竜江省、黒河省、三江省に分割された。

## 行政区画
1934年12月1日時点での下部行政区画は下記の通り
- 竜江県
- 泰来県
- 泰康県
- 景星県
- 甘南県
- 富裕県
- 林甸県
- 依安県
- 訥河県
- 克山県
- 明水県
- 克東県
- 拝泉県
- 徳都県
- 嫩江県
- 竜鎮県
- 通北県
- 大賚県
- 突泉県
- 安広県
- 鎮東県
- 開通県
- 瞻楡県
- 洮南県
- 綏化県
- 呼蘭県
- 海倫県
- 巴彦県
- 肇東県
- 肇州県
- 蘭西県
- 木蘭県
- 望奎県
- 青岡県
- 安達県
- 慶城県
- 綏棱県
- 鉄驪県
- 東興県
- 璦琿県
- 漠河県
- 仏山県
- 烏雲県
- 奇克県
- 鴎浦県
- 呼瑪県
- 遜河県
- 湯原県
- 蘿北県
- 綏浜県
- 通河県
- 鳳山県
- 郭爾羅斯後旗

## 歴代省長
特記なき場合『世界諸国の制度・組織・人事 : 1840-2000』による。
- （兼）馬占山：1932年3月9日 - 1932年4月28日
- 程志遠：1932年4月28日 - 1932年8月15日
- （心得）韓雲階：1932年8月15日 - 1933年6月21日
- 孫其昌：1933年6月21日 - 1934年12月1日（分割）